# Тинти-Улен
Тинти-Улен (на френски: Tinti-Oulen) е град и община в източна Гвинея, регион Канкан, префектура Канкан. Населението на общината през 2014 година е 21 245 души.